# Ronde van Drenthe (Frauenrennen)
Die Ronde van Drenthe (offiziell: Miron Ronde van Drenthe) war ein niederländisches Straßenradrennen im Frauenradrennsport, welches in der Provinz Drenthe ausgetragen wurde. Das Ziel befand sich lange Zeit in Hoogeveen, bei seiner letzten Austragung 2024 war es auf dem VAM-Berg.
Die Ronde van Drenthe wurde erstmals 2007 veranstaltet und entwickelte sich ebenso wie die Drentse 8 aus dem Novilon Eurocup, der damals als Etappenrennen im Rahmen des Männerrennens Ronde van Drenthe ausgetragen wurde. Das Männerrennen, später unter dem Namen Profronde van Drenthe, wurde mit den beiden Frauenrennen an einem Wochenende ausgetragen.
Das Rennen gehörte von Jahr 2007 bis 2015 zum Rad-Weltcup der Frauen und wurde im Jahr 2016 in den Kalender der neu gegründeten UCI Women’s WorldTour aufgenommen. Nach der Ausgabe 2024 wurde die Einstellung des Rennens wegen steigender Kosten und zunehmender Sicherheitsauflagen verkündet.

## Palmarès
| Jahr | Siegerin          | Zweite               | Dritte              |          |
| ---- | ----------------- | -------------------- | ------------------- | -------- |
| 2007 | Adrie Visser      | Élodie Touffet       | Marianne Vos        |          |
| 2008 | Chantal Beltman   | Marianne Vos         | Ina-Yoko Teutenberg |          |
| 2009 | Emma Johansson    | Loes Gunnewijk       | Chantal Blaak       |          |
| 2010 | Loes Gunnewijk    | Annemiek van Vleuten | Giorgia Bronzini    |          |
| 2011 | Marianne Vos      | Kirsten Wild         | Giorgia Bronzini    |          |
| 2012 | Marianne Vos      | Kirsten Wild         | Emma Johansson      |          |
| 2013 | Marianne Vos      | Ellen van Dijk       | Emma Johansson      |          |
| 2014 | Lizzie Armitstead | Anna van der Breggen | Shelley Olds        |          |
| 2015 | Jolien D’hoore    | Amy Pieters          | Ellen van Dijk      |          |
| 2016 | Chantal Blaak     | Gracie Elvin         | Trixi Worrack       |          |
| 2017 | Amalie Dideriksen | Elena Cecchini       | Lucinda Brand       |          |
| 2018 | Amy Pieters       | Alexis Magner        | Chloe Hosking       |          |
| 2019 | Marta Bastianelli | Chantal Blaak        | Ellen van Dijk      |          |
| 2020 | abgesagt          | abgesagt             | abgesagt            | abgesagt |
| 2021 | Lorena Wiebes     | Elena Cecchini       | Eleonora Gasparrini |          |
| 2022 | Lorena Wiebes     | Elisa Balsamo        | Lotte Kopecky       |          |
| 2023 | Lorena Wiebes     | Susanne Andersen     | Maike van der Duin  |          |
| 2024 | Lorena Wiebes     | Elisa Balsamo        | Puck Pieterse       |          |